# Cyclocephala pereirai
Cyclocephala pereirai är en skalbaggsart som beskrevs av Martinez 1960. Cyclocephala pereirai ingår i släktet Cyclocephala och familjen Dynastidae. Inga underarter finns listade i Catalogue of Life.